# Zombies 4: Dawn of the Vampires (álbum)
Zombies 4: Dawn of the Vampires é a banda sonora oficial do filme com o mesmo nome, lançada a 11 de julho de 2025 pela Walt Disney Records. O álbum foi anunciado a 2 de maio de 2025, com o lançamento do single principal "The Place to Be". Outro single, "Don't Mess with Us" foi lançado a 13 de junho de 2025.

## Antecedentes e lançamento
O álbum foi lançado a 11 de julho de 2025, para coincidir com o lançamento do quarto filme. Consiste em 13 músicas, com duas delas a serem regravações de "Someday" do filme Zombies e "Ain't No Doubt About It" do filme Zombies 3.

## Singles
"The Place To Be", com Milo Manheim, Meg Donnelly, Freya Skye, Malachi Barton, Swayam Bhatia, Julian Lerner e Mekonnen Knife foi lançado como um single a 2 de maio de 2025, juntamente com a pré-encomenda da banda sonora. "Don't Mess With Us", com Manheim, Donnelly, Skye, Barton, Bhatia, Lerner e Knife foi lançado como um single a 13 de junho de 2025.

## Lista de faixas
| N.º            | Título                              | Artista(s)                                                                            | Duração |  |
| 1.             | "Legends in the Making"             | Milo Manheim Meg Donnelly Chandler Kinney Kylee Russell                               | 2:59    |  |
| 2.             | "The Place to Be"                   | Manheim Donnelly Freya Skye Malachi Barton Swayam Bhatia Julian Lerner Mekonnen Knife | 3:24    |  |
| 3.             | "Dream Come True" (Intro)           | Skye Barton                                                                           | 0:34    |  |
| 4.             | "Don't Mess with Us"                | Manheim Donnelly Kinney Russell Skye Barton Bhatia Lerner Knife                       | 3:33    |  |
| 5.             | "Dream Come True"                   | Skye Barton                                                                           | 3:18    |  |
| 6.             | "Kerosene"                          | Manheim Donnelly Kinney Russell Skye Barton Bhatia Lerner Knife                       | 3:21    |  |
| 7.             | "My Own Way"                        | Skye                                                                                  | 3:11    |  |
| 8.             | "Possible"                          | Manheim Donnelly Kinney Russell Skye Barton Bhatia Lerner Knife                       | 3:46    |  |
| 9.             | "Someday" (Reprise)                 | Manheim Donnelly                                                                      | 0:42    |  |
| 10.            | "Show the World"                    | Manheim Donnelly Kinney Russell Skye Barton Bhatia Lerner Knife                       | 2:57    |  |
| 11.            | "Ain't No Doubt About It" (Reprise) | Manheim Donnelly                                                                      | 1:26    |  |
| 12.            | "Together as One"                   | Donnelly Kinney Russell Skye Barton Bhatia Lerner Knife                               | 2:21    |  |
| 13.            | "Score Suite"                       | Tom Howe                                                                              | 5:05    |  |
| Duração total: | Duração total:                      | Duração total:                                                                        | 36:37   |  |

## Desempenho
| Desempenho (2025)                         | Posição |
| ----------------------------------------- | ------- |
| Bélgica (Ultratop Flandres)               | 98      |
| Reino Unido (UK Compilation Albums Chart) | 10      |
| US Billboard 200                          | 90      |
| US Independent Albums (Billboard)         | 16      |
| US Top Soundtracks (Billboard)            | 3       |
| US Kid Albums (Billboard)                 | 1       |